# Gedea tibialis
Gedea tibialis là một loài nhện trong họ Salticidae.
Loài này thuộc chi Gedea. Gedea tibialis được Marek Żabka miêu tả năm 1985.